# Pteronymia aegineta
Pteronymia aegineta is een vlinder uit de familie Nymphalidae. De wetenschappelijke naam van de soort is voor het eerst geldig gepubliceerd in 1809 door William Chapman Hewitson.